# メモリーズ (企業)
メモリーズ株式会社は、大阪府堺市堺区に本社を置く、遺品整理・特殊清掃などを行う企業。くらしの友の主要子会社の一つである。
関西・関東を中心に5つの拠点を置き、25都府県に対応する。多くのテレビ番組制作・監修にも携わっている。

## 概要
2008年11月7日、本田技研出身の横尾将臣により、大阪府堺市堺区に設立。創業のきっかけは、横尾自身の祖母の孤独死であった。遺品整理、特殊清掃、福祉整理、空き家整理などを行うほか、消臭に特化した作業も提供する。同社の業務の様子がNHK「プロフェッショナル 仕事の流儀」に取り上げられ、全国に約1万社あるといわれ、2013年からの5年間に限っても業者数が15倍化しているとされる、遺品整理業界の実態が広く知られるようになった。
同社は、2018年時点で1万件を超える現場を体験し、その結果、孤独死の防止や長寿のためには、介護や福祉に関わり、高齢者が健全な生活を続けるために住環境を整える「福祉整理」が必要であることに気付き提案している。代表の横尾は「孤独死してもいいが、孤立はだめ」と神戸新聞の取材に対して発言し、「孤独死させない」ではなく「孤立させない」高齢者が地域の人と交流できる工夫など地域包括システムの必要性を訴えている。社員の中心は20-30代の男女で構成され、新卒採用も実施。2023年3月現在同社が扱った物件は累計16,000件を超えており、横尾自身が立ち会った現場数も15,000件（特殊清掃は1,800件）に上る。

## 事業内容
遺品整理、特殊清掃、ゴミ屋敷清掃、消臭･脱臭処理、福祉整理、空き家整理、デジタル遺品整理、非接触型遺品整理、生前整理・生前予約、引越し、合同供養、リサイクル業
業務は遺品整理が主体ながら、2010年代以降は生前整理が半数を占めているまた、数多くの特殊清掃の経験から得た知識をもとに、建材メーカーとの協業で新素材開発なども行う。また、遺された電子資産（情報）を確認するサービスも提供する。
2024年8月には、同社開発による、施工後の臭気の再発生がない部屋の消臭方法が特許技術として認められた（特許：7550194）。

## エピソード
アンティーク好きだった人が住んでいた豪邸の遺品整理の際には、亡くなった主が長年道楽で収集した数々の遺品がオークションで売却され、合計金額が204万5000円にもなったことがあり、作業代金と手数料を差し引いて97万円が依頼者の手に渡ったことがあった。中にはスタッフ7人がかりで搬出しなければならない巨大な船の置物も含まれていた。この際の様子はYouTubeでも配信された。

## 沿革
- 2008年11月7日 - 大阪府堺市堺区に遺品整理専門会社「メモリーズ」を設立[5]。
- 2009年12月4日 -「福祉整理」で商標登録を取得[22][23][15]。
- 2010年8月6日 -「福祉処理」で商標登録を取得[22][23]。
- 2016年
  - 1月30日、横尾が島本町（大阪府）で講演会。テーマは「遺品整理の現場から～一人で死ぬということ～」[24]。
  - 5月2日 -「福祉整理コーディネーター」で商標登録を取得[22][23]。
  - 同社を題材とした読売新聞の特集記事「老い 2016 - 孤立と闘う"ゴミ屋敷生死の狭間"」が、第24回坂田記念ジャーナリズム賞受賞[25][26]。
- 2017年1月13日 -「空き家整理」で商標登録を取得[22][23]
- 2018年7月23日 - 同社の業務を取材したNHK『プロフェッショナル 仕事の流儀』が放映される[6]。
- 2019年
  - 3月 - 同社を扱ったロシアの「NOVOSTI-TV」による短編ドキュメンタリー映画「孤独死」が放映。2020年のニューヨークフェスティバル「Human Concernsカテゴリー」で金賞を受賞[27]。
  - 6月1日 - 消臭専門の会社「消臭プロ」（大阪市）を設立。関西一円で営業を始める[28][29][30]。　
  - 8月1日 -『老いる前の整理はじめます!』（共著：NPO法人コンシューマーズ京都）発刊。第5章「横尾将臣（メモリーズ㈱）の現場からのレポート」刊行[31]。
- 2020年10月1日 - メモリーズ東京支社・横浜支社を開業[12]。
- 2022年6月9日 - NHK『所さん!事件ですよ』に出演（テーマ「どうする!?現役世代の孤独死」）[32][33]。
- 2024年4月23日 
  - 『Live News イット!』（FNN）にて「遺品整理の現場」として特集番組が組まれる[34]。
  - 8月29日、同社開発による、施工後の臭気の再発生がない部屋の消臭方法が特許技術として認められた（特許：7550194）[20]。

## 所在地
- 大阪本社 - 大阪府堺市堺区緑町2-121-2
- 横浜支社 - 神奈川県横浜市保土ケ谷区東川島町27-11
- 営業所
  - 東京営業所 - 東京都大田区西蒲田5-27-10　りそな蒲田ビル8F
  - 神戸営業所 - 兵庫県神戸市灘区記田町5
  - 京都営業所 - 京都府京都市右京区嵯峨亀山町11

## メディア

### テレビ
- 2009年7月19日『怪談グランプリ2009』（関西テレビ）[35]
- 2012年11月1日『VOICE』[36]
- 2018年7月23日『プロフェッショナル 仕事の流儀』～遺品と心を、整理する（NHK）[6]
- 2019年12月14日『大阪密着24時4』壮絶 孤独死の現場（テレビ大阪）[37][38]
- 2020年9月19日『大阪密着24時5』壮絶 孤独死の現場（テレビ大阪）[39][40]
- 2022年4月6日『Live News イット!』（FNN）[41]
- 2022年6月9日『所さん!事件ですよ』（NHK）
- 2023年6月7日『超絶限界』スペシャル（フジテレビ）[42]
- 2024年4月23日『Live News イット!』（FNN）「遺品整理の現場」[34]